# Vi som går köksvägen
Vi som går köksvägen är en svensk-norsk film från 1932 i regi av Gustaf Molander. I huvudrollerna ses Tutta Berntzen, Bengt Djurberg, Karin Swanström och Carl Barcklind.

## Handling
Helga är en uttråkad, svartsjuk och rejält bortskämd rikemansdotter, som efter en diskussion om hennes inkompetens i köket, trotsigt slår vad med sin kavaljer. Vadet går ut på att hon ska klara av att arbeta som köksa i ett år hos en främmande familj.
Den unga, vackra och modemedvetna flickan, som varken kan koka kaffe eller laga kalvfrikassé tar först anställning hos en man och en kvinna som driver henne till vansinne, och hon får ganska snabbt sparken.
Trots motgången ger hon inte upp, och tar anställning i köket på det stora bruket Vinger. Hon avslöjar inte sitt riktiga namn, eftersom hennes far är en känd företagare. Hon anstränger sig hårt för att klara av sina köksuppgifter och efter ett par riktiga missar så lär hon sig hantera köksuppgifterna. Hon får hjälp av den korpulenta och varmhjärtade kokerskan som arbetat i huset en längre tid. Trots de bägge kvinnornas olikheter, så uppstår tycke och de blir goda vänner.
Helga möter även en ung man, en motorcyklist som arbetar som chaufför på bruket, och ljuv romans uppstår. Hennes far och den unge mannen känner varandra, eftersom faderns finansierar motorcykeln han har byggt och tävlar med. Detta innebär komplikationer, eftersom hon arbetar där under falsk identitet och inte vill förlora vadet. Till slut uppdagas ändå sanningen...

## Om filmen
Som förlaga till filmen har man Sigrid Boos roman Vi som går kjøkkenveien från 1930. Filmen premiärvisades 12 december 1932 på Röda Kvarn i Stockholm. Inspelningen av filmen gjordes samtidigt i en norsk och en svensk version vid filmstaden i Råsunda, exteriörscenerna filmades vid Tollare och Saxtorp sydost om Landskrona.
Filmen visades på SVT i februari 2019.
Romanen filmades även i en amerikansk upplaga med en något förändrad handling, Servants´ Entrance, 1934, i regi av Frank Lloyd med Janet Gaynor som Hedda Nilsson (Helga). Bland de övriga medverkande kan nämnas Lew Ayres som Eric Landstrom (Bertil), Walter Connelly som Viktor Nilsson (Hans Breder), Sig Rumann som mr Hanson (Adolf Beck) samt Louise Dresser som mrs Hanson (fru Beck). Filmen hade svensk premiär 23.4.1935 med titeln Vi som går köksvägen.

## Rollista i urval
- Carl Barcklind - Adolf Beck, patron på bruket Vinger
- Tutta Rolf - Helga Breder/Helga Haraldson, hembiträde
- Bengt Djurberg - Bertil Frigård, Becks chaufför
- Emma Meissner - fru Beck
- Karin Swanström - Laura Persson, Becks kokerska
- Sigurd Wallén - Pontus, redaktionssekreterare
- Tollie Zellman - fru Pontus
- Renée Björling - Astrid, Becks äldsta dotter
- Anne-Marie Brunius - Ellen, Becks yngre dotter
- Einar Fagstad - Bengtsson, skollärare
- Siegfried Fischer - Anders, Becks dräng
- Rut Holm - Olga, Becks piga
- Åke Ohberg - Jörgen Beckman
- Mathias Taube - Hans Breder

### Ej krediterade
- Anna Olin - tant Alexandra
- Alli Halling - Lola
- Bengt-Olof Granberg - löjtnant Sigvard Myrén, Ellens kavaljer
- Robert "Rulle" Bohman - tombolaförsäljaren på tivolit
- Douglas Håge - mannen i porslinskrossningsståndet på tivolit
- Calle Flygare - vadslående tivolibesökare
- Tom Walter - tivolibesökare
- Åke Uppström - tivolibesökare
- Jullan Jonsson - frun på järnvägsperrongen
- Wiktor "Kulörten" Andersson - Oskar, hennes man
- Helga Brofeldt - tivolibesökare
- Ossian Brofeldt - tivolibesökare
- Sven Magnusson - gäst på Becks fest
- Yngwe Nyquist - gäst på Becks fest
- Tor Borong - gratulant vid motorcykelloppet
- Lilly Kjellström - fru på järnvägsperrongen

## Musik i filmen
- Älvsborgsvisan (Ny Elfsborgsvisa/Den blomsterprydda gondolen gled), text August Wilhelm Thorsson, instrumental.
- Hjalmar och Hulda (På blomsterklädd kulle satt Hjalmar och qwad), text Wilhelmina Stålberg, instrumental.
- Lejonbruden, text Wilhelmina Stålberg, sång Karin Swanström
- Mitt hem i Hawaji, kompositör Jules Sylvain, text Sven-Olof Sandberg, sång Siegfried Fischer
- En natt i Venedig (Venetian Moon), kompositör Bert Carsten, svensk och engelsk text Sven-Olof Sandberg, sång på engelska av Tutta Rolf
- Kennst Du die Melodie (Sing Me the Melody), kompositör Paolo Caspar, tysk text Felix Rotter, sång på engelska av Tutta Rolf
- La Marseillaise (Marseljäsen), kompositör och text  Claude Joseph Rouget de Lisle, svensk text 1889 Edvard Fredin, instrumental.
- Yankee Doodle, instrumental.
- Helan går
- Eko vill du svara mej, kompositör Georg Enders, text Gösta Stevens, sång Tutta Rolf och Bengt Djurberg
- Brautchor (Treulich geführt, ziehet dahin), (Bröllopsmarsch, Brudkör), kompositör och text Richard Wagner, svensk text Fritz Ahlgrensson, framförs gnolande av Carl Barcklind
- Sobre las olas (Über den Wellen), kompositör Juventino Rosas, instrumental.
- Kaffetåren den bästa är, text Mauritz Cramær, instrumental.
- Bella bocca, polka, op. 163 (Gourmand-Polka), kompositör Émile Waldteufel, instrumental.
- Bimbambulla (Der verliebte Bimbambulla), kompositör Karl M. May, tysk text Charles Amberg, instrumental.
- Ein Sommernachtstraum. Hochzeitmarsch (En midsommarnattsdröm. Bröllopsmarsch), kompositör Felix Mendelssohn-Bartholdy, instrumental.
- The Naval Review, kompositör Richard Howgill, instrumental.
- Finns det ingen liten genväg in till ditt hjärta, kompositör Pierre Leblanc, instrumental.

## DVD
Filmen gavs ut på DVD 2016.

### Fotnoter
1. ↑  Vi som går köksvägen på Svensk Filmdatabas (handling)
2. ↑  Vi som går köksvägen på Svensk Filmdatabas (om filmen)
3. ↑  Vi som går köksvägen på Svensk Filmdatabas (visningar)